# Émile Jaques-Dalcroze

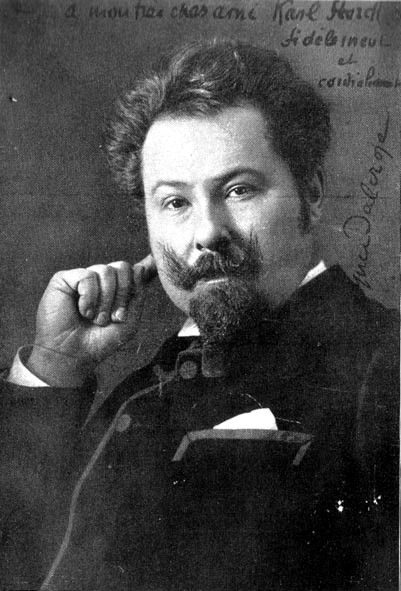
Émile Jaques-Dalcroze.

Émile Jaques-Dalcroze, född 6 juli 1865 i Wien, död 1 juli 1950 i Genève, var en schweizisk tonsättare och musikpedagog.

## Biografi
Dalcroze var skapare av den rytmikpedagogik inom musikundervisning som bär hans namn.
Han var lärare i harmonilära vid musikkonservatoriet i Genève 1892–1910 och grundade och ledde rytmikskolan i Hellerau vid Dresden 1910–1914, samt grundade "Institut Jaques-Dalcroze" i Genève 1915. Institutet fick en filial i Stockholm 1926. Han invaldes som utländsk ledamot nr 242 av Kungliga Musikaliska Akademien den 29 oktober 1919.